# 花吹雪はしご一家
『花吹雪はしご一家』（はなふぶきはしごいっか）は1975年11月12日から1976年5月12日までTBS系の「水曜劇場」で放映されたテレビドラマ。最高視聴率26.4％、平均20.3％（ビデオリサーチ調べ）。

## 概要
若者文化の発信地・吉祥寺に暮らしている、代々続く古風な鳶職「江戸家」の一家を舞台に、森光子演じる未亡人の松子とその5人の子供（3男2女）の日常を子供達の後継者問題をからめながら描いている。

## 出演
- 江戸松子：森光子
- 松子の次男・銀二：西城秀樹
- 松子の長男・金一：左とん平
- 松子の長女・桂子：ビーバー（川口まさみ）
- 松子の次女・香子：近藤久美子（途中で相本久美子と改名）
- 松子の兄・美濃熊平：荒井注
- 桂子の夫・五郎：加山雄三
- 熊平の娘(金一の妻)・一子：泉ピン子
- 舅・飛十：小沢栄太郎
- 飛十の息子・平吉：鈴木ヒロミツ
- 佐々木鷹之助：中谷一郎
- 佐々木の娘・千鳥：浅田美代子
- バン鉄：由利徹
- みどり：五月みどり
- 志郎：山本伸吾
- 一夫：嵐圭史

ゲスト
- ヨシ子：三浦真弓（第2話）
- マリ子：富山真沙子（第4話）
- 山田パンダ（第6話）
- 梅子：賀原夏子（第7話）
- 碁介：北見治一（第10話）
- 白鳥哲（第11話、第13話）
- 吉川未亡人：小夜福子（第12話）
- アンナ：来栖あんな（第13話）
- 花子：小松みどり（第14話）
- 西尾三枝子（第15話）
- 水沢：菅原謙次（第17話）
- 岸田森（第22話）
- 風吹ジュン (第23話)
- 千吉：植木等（第24話）
- 高夫：みずのこうさく（第24話）
- デイヴ平尾（第24話）
- 鍋谷孝喜（第24話）

## スタッフ
- 脚本
  - 柴英三郎（1-2、4、6、8、11-13、15、17、19、21-22、24、最終話）
  - 大西信行（3、5、7、9）
  - 林秀彦（10）
  - 岡本克己（14、16、20、23、25）
  - 神馬伸（18）
- 演出
  - 鴨下信一（1-2、5、9、24）
  - 峰岸進（3、6、8、12、14、16、19、21、最終話）
  - 和田旭（4、7、10、18、22、25）
  - 服部晴治（11、15、20、23）
  - 秋山征夫（13、17）
- 音楽：徳久広司、上田正樹とサウス・トゥ・サウス
- オープニングタイトルイラスト：山藤章二
- プロデューサー：鴨下信一

※カッコ内は担当話数

## 主題歌
- オープニングテーマ
  - 徳久広司「花吹雪はしご一家のテーマ」 （作詞：阿久悠　作曲：徳久広司　編曲：小林亜星）
- 挿入歌
  - 相本久美子「初夏景色」 （作詞：阿久悠　作曲：森田公一　編曲：馬飼野俊一）
  - 白鳥哲「赤い鼻緒とブルージーン」 （作詞：石森史郎　作曲・編曲：あかのたちお）